# Alconeura pistola
Alconeura pistola är en insektsart som först beskrevs av Caldwell 1952.  Alconeura pistola ingår i släktet Alconeura och familjen dvärgstritar.
Artens utbredningsområde är Puerto Rico. Inga underarter finns listade i Catalogue of Life.